# Kőalja-barlang
A Kőalja-barlang az egyik olyan üreg, amely a Duna–Ipoly Nemzeti Parkban lévő Visegrádi-hegységben, Dömösön található. Eszterhás István barlangnak írta le, az Országos Barlangnyilvántartásban azonban nem szerepel.

## Leírás
A Kőalja-barlang a Rám-szakadék szurdokának körülbelül a harmadánál, egy hatalmas, bezuhant kőtől északra, körülbelül 100 méter távolságra található, a völgytalp bal oldalán, ha a szurdokban a vízfolyással szemben haladunk.
A bejárata háromszög alakú. A belső végén egy lyuk van, amelyen felbújva a szabadba juthatunk. A kis méretű üregnek csak kataszteri jelentősége van.

## Kialakulás
A három méter hosszú, 1,2 méter széles és 1,2 méter magas, áltektonikus üreg úgy jött létre, hogy egy legurult nagy kő egy másik kőnek támaszkodott, és alatta ez az üreg maradt.

## Kutatástörténet
1997-ben Gönczöl Imréék térképezték fel és írták le. A 2001. november 12-én készült Magyarország nemkarsztos barlangjainak irodalomjegyzéke című kézirat barlangnévmutatójában szerepel a Kőalja-barlang. A barlangnévmutatóban meg van említve 1 irodalmi mű, amely foglalkozik az üreggel. A 366. tétel nem említi, a 365. tétel említi.
A 2014. évi Karsztfejlődésben megjelent tanulmányban az olvasható, hogy a Dömösön található Kőalja-barlang 5 m hosszú és 1 m magas. A Visegrádi-hegység 101 barlangjának egyike.